# Pallavolo ai XVII Giochi panamericani - Torneo femminile
La pallavolo femminile ai XVII Giochi panamericani si è svolta dal 16 al 25 luglio 2015 a Toronto, in Canada: al torneo hanno partecipato otto squadre nazionali tra nordamericane e sudamericane e la vittoria finale è andata per la seconda volta agli Stati Uniti.

## Impianti
|                                                                        |  |  |
|                                                                        |  |  |
| Direct Energy Centre Città: Toronto Capienza: 4 573 Anno d'apertura: - |  |  |

## Regolamento
Le squadre hanno disputato una prima fase a gironi con formula del girone all'italiana; al termine della prima fase:
- Le prime tre classificate di ogni girone hanno acceduto alla fase finale per il primo posto strutturata in quarti di finale (a cui non ha preso parte la prima classificata di ogni girone, già qualificata alle semifinali), semifinali, finale per il terzo posto e finale.
- Le due sconfitte ai quarti di finale della fase finale per il primo posto hanno acceduto alla finale per il quinto posto.
- La quarta classifica di ogni girone ha acceduto alla finale per il settimo posto.

## Squadre partecipanti
| Squadra         | Qualificazione         | Ultima partecipazione |
| --------------- | ---------------------- | --------------------- |
| Argentina       | 2ª nel ranking CSV     | Mar del Plata 1995    |
| Brasile         | 1ª nel ranking CSV     | Guadalajara 2011      |
| Canada          | Paese organizzatore    | Guadalajara 2011      |
| Cuba            | 4ª nel ranking NORCECA | Guadalajara 2011      |
| Perù            | 3ª nel ranking CSV     | Guadalajara 2011      |
| Porto Rico      | 3ª nel ranking NORCECA | Guadalajara 2011      |
| Rep. Dominicana | 2ª nel ranking NORCECA | Guadalajara 2011      |
| Stati Uniti     | 1ª nel ranking NORCECA | Guadalajara 2011      |

## Torneo

### Fase a gironi
| Girone A        | Girone B    |
| --------------- | ----------- |
| Argentina       | Brasile     |
| Canada          | Perù        |
| Cuba            | Porto Rico  |
| Rep. Dominicana | Stati Uniti |

#### Girone A

##### Risultati
| 16 luglio 2015 Direct Energy Centre, Toronto Durata: 1h:23 - Spettatori: 1 600 | Argentina       | 3 - 0 | Cuba            | 25-23, 26-24, 25-19        |
| 16 luglio 2015 Direct Energy Centre, Toronto Durata: 1h:21 - Spettatori: 4 500 | Canada          | 0 - 3 | Rep. Dominicana | 15-25, 13-25, 15-25        |
| 18 luglio 2015 Direct Energy Centre, Toronto Durata: 1h:50 - Spettatori: 2 500 | Rep. Dominicana | 3 - 1 | Argentina       | 22-25, 25-11, 25-22, 25-18 |
| 18 luglio 2015 Direct Energy Centre, Toronto Durata: 1h:44 - Spettatori: 4 500 | Canada          | 3 - 1 | Cuba            | 25-21, 19-25, 25-18, 25-22 |
| 20 luglio 2015 Direct Energy Centre, Toronto Durata: 2h:02 - Spettatori: 4 000 | Canada          | 1 - 3 | Argentina       | 25-23, 25-27, 20-25, 21-25 |
| 20 luglio 2015 Direct Energy Centre, Toronto Durata: 1h:49 - Spettatori: 950   | Rep. Dominicana | 1 - 3 | Cuba            | 22-25, 22-25, 25-21, 20-25 |

##### Classifica
| Pos | Squadra         | Pt | G | V | P | SV | SP | Ratio | PF  | PS  | Ratio |
| --- | --------------- | -- | - | - | - | -- | -- | ----- | --- | --- | ----- |
| 1   | Rep. Dominicana | 10 | 3 | 2 | 1 | 7  | 4  | 1.750 | 261 | 215 | 1.214 |
| 2   | Argentina       | 10 | 3 | 2 | 1 | 7  | 4  | 1.750 | 252 | 254 | 0.992 |
| 3   | Cuba            | 5  | 3 | 1 | 2 | 4  | 7  | 0.572 | 248 | 259 | 0.958 |
| 4   | Canada          | 5  | 3 | 1 | 2 | 4  | 7  | 0.572 | 228 | 261 | 0.874 |

#### Girone B

##### Risultati
| 16 luglio 2015 Direct Energy Centre, Toronto Durata: 2h:25 - Spettatori: 3 000 | Brasile     | 3 - 2 | Porto Rico | 23-25, 28-26, 25-17, 24-26, 15-10 |
| 16 luglio 2015 Direct Energy Centre, Toronto Durata: 1h:09 - Spettatori: 3 000 | Stati Uniti | 3 - 0 | Perù       | 25-15, 25-13, 25-14               |
| 18 luglio 2015 Direct Energy Centre, Toronto Durata: 1h:40 - Spettatori: 3 700 | Brasile     | 3 - 1 | Perù       | 25-27, 25-5, 25-17, 25-16         |
| 18 luglio 2015 Direct Energy Centre, Toronto Durata: 1h:14 - Spettatori: 2 000 | Stati Uniti | 3 - 0 | Porto Rico | 25-17, 25-22, 25-14               |
| 20 luglio 2015 Direct Energy Centre, Toronto Durata: 1h:18 - Spettatori: 4 500 | Porto Rico  | 3 - 0 | Perù       | 25-18, 25-16, 25-23               |
| 20 luglio 2015 Direct Energy Centre, Toronto Durata: 2h:14 - Spettatori: 4 500 | Stati Uniti | 2 - 3 | Brasile    | 25-22, 21-25, 25-18, 22-25, 11-15 |

##### Classifica
| Pos | Squadra     | Pt | G | V | P | SV | SP | Ratio | PF  | PS  | Ratio |
| --- | ----------- | -- | - | - | - | -- | -- | ----- | --- | --- | ----- |
| 1   | Brasile     | 10 | 3 | 3 | 0 | 9  | 5  | 1.800 | 320 | 273 | 1.172 |
| 2   | Stati Uniti | 12 | 3 | 2 | 1 | 8  | 3  | 2.667 | 254 | 200 | 1.270 |
| 3   | Porto Rico  | 7  | 3 | 1 | 2 | 5  | 6  | 0.833 | 232 | 247 | 0.939 |
| 4   | Perù        | 1  | 3 | 0 | 3 | 1  | 9  | 0.111 | 164 | 250 | 0.656 |

### Fase finale

#### Finale 1º e 3º posto
|  | Quarti di finale | Quarti di finale | Quarti di finale |             |    | Semifinali | Semifinali      | Semifinali      |                 |            | Finale | Finale | Finale |  |
|  |                  |                  |                  |             |    |            |                 |                 |                 |            |        |        |        |  |
|  |                  |                  |                  |             |    | 1B         | Brasile         | 3               |                 |            |        |        |        |  |
|  |                  |                  |                  |             |    | 1B         | Brasile         | 3               |                 |            |        |        |        |  |
|  |                  |                  | 3B               | Porto Rico  | 2  |            |                 |                 |                 |            |        |        |        |  |
|  | 2A               | Argentina        | 3B               | Porto Rico  | 2  | 2          |                 |                 |                 |            |        |        |        |  |
|  | 2A               | Argentina        |                  |             |    |            |                 |                 |                 |            |        |        |        |  |
|  | 3B               | Porto Rico       | 3                |             |    |            |                 |                 |                 |            |        |        |        |  |
|  | 3B               | Porto Rico       | 3                |             | 1B | Brasile    | 0               |                 |                 |            |        |        |        |  |
|  |                  |                  |                  |             |    |            |                 |                 |                 |            |        |        |        |  |
|  |                  |                  | 2B               | Stati Uniti | 3  |            |                 |                 |                 |            |        |        |        |  |
|  |                  |                  |                  | Stati Uniti | 3  |            |                 |                 |                 |            |        |        |        |  |
|  |                  |                  |                  |             |    |            |                 |                 |                 |            |        |        |        |  |
|  |                  |                  |                  |             |    |            |                 |                 |                 |            |        |        |        |  |
|  |                  | 1B               | Rep. Dominicana  | 1           |    |            | Finale 3º posto | Finale 3º posto | Finale 3º posto |            |        |        |        |  |
|  |                  |                  |                  | 1           |    |            |                 |                 |                 |            |        |        |        |  |
|  |                  |                  | 2B               | Stati Uniti | 3  |            |                 |                 |                 |            |        |        |        |  |
|  | 2B               | Stati Uniti      | 2B               | Stati Uniti | 3  | 3          |                 |                 | 3B              | Porto Rico | 1      |        |        |  |
|  | 2B               | Stati Uniti      |                  |             |    |            |                 |                 | 3B              | Porto Rico | 1      |        |        |  |
|  | 3A               | Cuba             | 2                |             |    | 1A         | Rep. Dominicana | 3               |                 |            |        |        |        |  |

##### Quarti di finale
| 22 luglio 2015 Direct Energy Centre, Toronto Durata: 2h:09 - Spettatori: 3 500 | Argentina   | 2 - 3 | Porto Rico | 21-25, 27-25, 10-25, 25-11, 13-15 |
| 22 luglio 2015 Direct Energy Centre, Toronto Durata: 1h:56 - Spettatori: 1 122 | Stati Uniti | 3 - 1 | Canada     | 25-18, 25-19, 22-25, 25-18        |

##### Semifinali
| 23 luglio 2015 Direct Energy Centre, Toronto Durata: 2h:00 - Spettatori: 4 800 | Brasile         | 3 - 2 | Porto Rico  | 18-25, 24-26, 25-22, 25-19, 15-11 |
| 23 luglio 2015 Direct Energy Centre, Toronto Durata: 1h:57 - Spettatori: 2 000 | Rep. Dominicana | 1 - 3 | Stati Uniti | 17-25, 25-22, 18-25, 22-25        |

##### Finale 3º posto
| 25 luglio 2015 Direct Energy Centre, Toronto Durata: 2h:09 - Spettatori: 4 550 | Porto Rico | 1 - 3 | Rep. Dominicana | 22-25, 22-25, 25-22, 21-25 |

##### Finale
| 25 luglio 2015 Direct Energy Centre, Toronto Durata: 1h:39 - Spettatori: 4 900 | Brasile | 0 - 3 | Stati Uniti | 22-25, 21-25, 26-28 |

#### Finale 5º posto
| 23 luglio 2015 Direct Energy Centre, Toronto Durata: 1h:44 - Spettatori: 1150 | Argentina | 1 - 3 | Cuba | 21-25, 25-21, 17-25, 21-25 |

#### Finale 7º posto
| 23 luglio 2015 Direct Energy Centre, Toronto Durata: 2h:00 - Spettatori: 4000 | Canada | 2 - 3 | Perù | 25-22, 24-26, 25-17, 21-25, 13-15 |

## Podio

### Campione
Formazione: 4 Lauren Paolini, 7 Cassidy Lichtman, 9 Kristin Richards, 10 Natalie Hagglund, 13 Cursty Jackson, 14 Nicole Fawcett, 16 Michelle Bartsch, 17 Falyn Fonoimoana, 20 Jenna Hagglund, 22 Rachael Adams, 23 Carli Lloyd, 24 Krista Vansant, CT: Dan Fisher

### Secondo posto
Formazione: 1 Rosamaria Montibeller, 5 Adenízia da Silva, 8 Jaqueline de Carvalho, 9 Michelle Pavão, 11 Joyce da Silva, 14 Ana Takagui, 16 Fernanda Garay, 18 Camila Brait, 21 Angélica Malinverno, 23 Bárbara Bruch, 24 Mácris Carneiro, 25 Mariana Costa, CT: José Roberto Guimarães

### Terzo posto
Formazione: 1 Annerys Vargas, 4 Marianne Fersola, 5 Brenda Castillo, 6 Camil Domínguez, 7 Niverka Marte, 14 Prisilla Rivera, 16 Yonkaira Peña, 17 Gina Mambrú, 18 Bethania de la Cruz, 19 Ana Binet, 20 Brayelin Martínez, 21 Jineiry Martínez, CT: Marcos Kwiek

## Classifica finale
| Pos | Squadre         |
| --- | --------------- |
|     | Stati Uniti     |
|     | Brasile         |
|     | Rep. Dominicana |
| 4   | Porto Rico      |
| 5   | Cuba            |
| 6   | Argentina       |
| 7   | Perù            |
| 8   | Canada          |

## Premi individuali
| Premio                 | Nome              | Squadra         |
| ---------------------- | ----------------- | --------------- |
| MVP                    | Carli Lloyd       | Stati Uniti     |
| Miglior realizzatrice  | Karina Ocasio     | Porto Rico      |
| Miglior servizio       | Gina Mambrú       | Rep. Dominicana |
| Miglior difesa         | Camila Brait      | Brasile         |
| Miglior ricevitrice    | Camila Brait      | Brasile         |
| Miglior palleggiatrice | Carli Lloyd       | Stati Uniti     |
| Miglior opposto        | Nicole Fawcett    | Stati Uniti     |
| Miglior schiacciatrice | Krista Vansant    | Stati Uniti     |
| Miglior schiacciatrice | Melissa Vargas    | Cuba            |
| Miglior centrale       | Adenízia da Silva | Brasile         |
| Miglior centrale       | Rachael Adams     | Stati Uniti     |
| Miglior libero         | Camila Brait      | Brasile         |